# Roman Gennadijewitsch Klimow
Roman Gennadijewitsch Klimow (russisch Роман Геннадиевич Климов; * 19. Januar 1985) ist ein russischer Radrennfahrer.
Roman Klimow begann seine internationale Karriere 2006 bei dem russischen Continental Team Premier. In seinem ersten Jahr dort wurde er Etappendritter bei der Bałtyk-Karkonosze Tour. In der Saison 2007 gewann er zwei Etappen beim Grand Prix of Sochi und wurde so auch Zweiter der Gesamtwertung hinter Alexei Schmidt. Außerdem konnte er den Grand Prix of Moscow für sich entscheiden. 2008 gewann er für das Katjuscha Continental Team je eine Etappe des Grand Prix of Sochi, des Circuito Montañés und der Tour of Sochi.

## Erfolge
2007
- zwei Etappen Grand Prix of Sochi
- Grand Prix of Moscow
- eine Etappe Tour of Hainan

2008
- eine Etappe Grand Prix of Sochi
- eine Etappe Circuito Montañés
- eine Etappe Tour of Sochi

## Teams
- 2006: Premier
- 2007: Premier
- 2008: Katjuscha
- 2009: Katjuscha Continental Team